# Alafia multiflora
Alafia multiflora là một loài thực vật có hoa trong họ La bố ma. Loài này được (Stapf) Stapf mô tả khoa học đầu tiên năm 1908.